# 4-й смешанный авиационный корпус
4-й смешанный авиационный корпус (4-й сак) — соединение Военно-Воздушных сил (ВВС) Вооружённых Сил РККА, принимавшее участие в боевых действиях Великой Отечественной войны.

## Наименования корпуса
- 4-й смешанный авиационный корпус
- 8-й истребительный авиационный корпус
- 8-й Бобруйский истребительный авиационный корпус
- 8-й Бобруйский Краснознаменный истребительный авиационный корпус

## Создание корпуса
Корпус сформирован 25 февраля 1943 года на основании Постановления Государственного комитета обороны
Выписка из Постановления:

«… 1. Обязать Командующего ВВС Красной Армии т. Новикова в срок до 15 мая 1943 года подготовить и иметь в состоянии готовности к отправке на фронт:
два смешанных авиационных корпуса № 4 и 5 каждый в составе одной авиадивизии бомбардировщиков Ил-4, состоящей из двух авиаполков по 32 самолёта каждый и одной авиадивизии истребителей, состоящей из четырёх авиаполков по 32 самолёта каждый;

2. Смешанный авиакорпус № 4 сформировать к 25 февраля 1943 г. В состав авиакорпуса включить:
113-ю бомбардировочную авиадивизию Ил-4, передаваемую из состава АДД и 234-ю истребительную авиадивизию Як-7, состоящую в резерве Ставки.

Формирование авиакорпуса провести в районе г. Рязань. Командиром смешанного авиакорпуса № 4 утвердить генерал-майора авиации Жеребченко Ф. Ф.».

## Преобразование корпуса
4-й смешанный авиационный корпус 22 июня 1943 года обращен на формирование 8-го истребительного авиационного корпуса

## В действующей армии
- с 28 мая 1943 года по 22 июня 1943 года[2], всего 26 дней

## Командир корпуса
Генерал-майор авиации Жеребченко, Фёдор Фёдорович с 25 февраля 1943 года по 22 июня 1943 года

## В составе объединений
| Объединение                             | Период                  |
| --------------------------------------- | ----------------------- |
| Резерв Верховного Главного Командования | 25.02.1943 — 05.05.1943 |
| 5-я воздушная армия Степного фронта     | 05.05.1943 — 28.05.1943 |
| 15-я воздушная армия Брянского фронта   | 28.05.1943 — 22.06.1943 |

## Соединения, части и отдельные подразделения корпуса
- 113-я бомбардировочная Ленинградская Краснознаменная авиационная дивизия
  - 6-й дальнебомбардировочный авиационный полк
  - 815-й дальнебомбардировочный авиационный полк
  - 836-й дальнебомбардировочный авиационный полк
  - 840-й дальнебомбардировочный авиационный полк
- 234-я истребительная авиационная дивизия
  - 133-й истребительный авиационный полк
  - 146-й истребительный авиационный полк
  - 233-й истребительный авиационный полк
  - 248-й истребительный авиационный полк
- 415-я отдельная авиационная эскадрилья связи
- 281-я отдельная рота связи
- 2668-я военно-почтовая станция

## Участие в операциях и битвах
- корпус в сражениях участия не принимал

## Герои Советского Союза в составе корпуса
- Иван Ильич Назин, младший лейтенант, командир звена 6-го дальнебомбардировочного авиационного полка 113-й бомбардировочной авиационной дивизии 4-го смешанного авиационного корпуса Указом Президиума Верховного Совета СССР 01 мая 1943 года удостоен звания Герой Советского Союза. Золотая Звезда № 980

## Боевой путь
Начало войны показало, что днём в воздушном бою у бомбардировщиков ДБ-3Ф (Ил-4) мало шансов на успех. Штаб ВВС продолжал ставить командирам задачи на дневное бомбометание. Из-за катастрофических потерь 3 июля 1941 года вышла директива Ставки, предписывавшая дальнебомбардировочной авиации (ДБА) действовать ночью и с больших высот. С августа начался переход полков ДБ-3 на полёты ночью, завершившийся к декабрю, а 5 марта 1942 года ДБА преобразовали в авиацию дальнего действия (АДД), подчиненную Генштабу. В АДД передали не все дивизии, имевшие на вооружении Ил-4, в ВВС остались 113-я и 132-я отдельные бомбардировочные авиадивизии (ОБАД). Они должны были действовать днём с больших высот и под прикрытием истребителей.
Лётчики 113-й бомбардировочной Ленинградской Краснознаменной авиационной дивизии до появления в небе Брянщины воевали в Заполярье, Карелии, участвовали в воздушных боях над прибалтийскими республиками СССР. Первый боевой вылет на Брянском фронте с аэродрома Волынцево под Тулой 6-й бомбардировочный авиаполк 113-й обад выполнил 12 июля 1943 года. На следующий день в боевом вылете девятки Ил-4 было потеряно 6 экипажей, а 3 вернувшихся самолёта были сильно повреждены. 23 августа 1943 года стал чёрным днем для всей 113-й дивизии: безвозвратные боевые потери составили 15 экипажей. При том, что каждый полк дивизии (6-й, 815-й, 836-й и 840-й БАП) по штату имел в составе 20 боевых самолётов. После войны поисковые отряды неоднократно находили в лесах Дятьковского района сбитые Ил-4, последний раз остатки бомбардировщика нашли в декабре 2007 года. В марте 1945 года дивизия в составе трёх полков была переброшена из-под Москвы в Познань для участия в Берлинской операции.
После капитуляции Германии дивизия всего за трое суток совершила перелет с восемью промежуточными посадками длиной 10000 км в Монголию. Полки дивизии активно действовали против японских войск.

## Память
В сентябре 1990 года на шоссе у въезда в посёлка Ивот был установлен памятник воинам-авиаторам 113-й Краснознаменной Ленинградской бомбардировочной авиадивизии. На вкопанных в землю крыльях — мраморные доски с фамилиями лётчиков, штурманов и стрелков дивизии, погибших летом-осенью 1943 года при освобождении Брянской области.